# ヒオス県

ヒオス県
Περιφερειακή ενότητα Χίου測地系: 北緯38度25分 東経26度00分 / 北緯38.417度 東経26.000度座標: 北緯38度25分 東経26度00分 / 北緯38.417度 東経26.000度

ヒオス県（ヒオスけん、ギリシア語: Χίος / Khíos あるいは Híos、英語: Chios）は、ギリシャ共和国の北エーゲ地方を構成する行政区（ペリフェリアキ・エノティタ）のひとつ。エーゲ海に浮かぶヒオス島 (トルコ語：サクズ島 Sakız Adası) と小島嶼からなる。古典音でキオスとも表記される。県都はヒオス。

## 地理

### 位置・広がり
ヒオス県は、北エーゲ地方の中部に位置する。県都ヒオスは、州都ミティリニ（レスヴォス島）から西南へ約90km、アテネから東北東へ約215kmの距離に位置する。
ヒオス県には、ヒオス島のほか、イヌセス島、プサラ島などが含まれる。

## 歴史
- ギリシア神話で登場し、キオス島に立ち寄ったオーリーオーンがその島の王オイノピオンの娘メロペーに一目惚れしたと言われている。
- 詩人・ホメロスは、キオス島の出身といわれる。ただし、ホメロス問題からもわかるようにホメロスについては不明な点が多いため定かではない。
- 11世紀頃、現在ユネスコ世界遺産に登録されているネア・モニ修道院が完成する。
- 1821年、オスマン帝国の支配下であったキオス島で暴動が起こった。オスマン帝国は直ちに反乱の鎮圧を目指した。
- 1822年、ネア・モニ修道院は火災に遭う。この時に中央聖堂のドームにあるモザイクが喪失した。
- 1824年、ドラクロワが「キオス島の虐殺」を描く。

## 社会

### 産業
ギリシャやその他の国の都市部より移住した人々も多く、中世風の村として有名。
世界で唯一、マスティック・ガムの原料・マスティック樹液が産出されることで世界的に知られている。オリーブ、イチジク、ワインも生産されている。

## 行政区画

ヒオス県

### 市（ディモス）
ヒオス県は、以下の自治体（ディモス、市）から構成される。人口は2001年国勢調査時点。
|   | 自治体   | 綴り      | 政庁所在地 | 面積 Km² | 人口   |
| - | -------- | --------- | ---------- | -------- | ------ |
| 1 | ヒオス   | Χίος      | ヒオス     | 842.5    | 51,936 |
| 2 | イヌセス | Οινούσσες | イヌセス   | 17.4     | 1,050  |
| 3 | プサラ   | Ψαρά      | プサラ     | 44.5     | 448    |

### 旧自治体（ディモティキ・エノティタ）

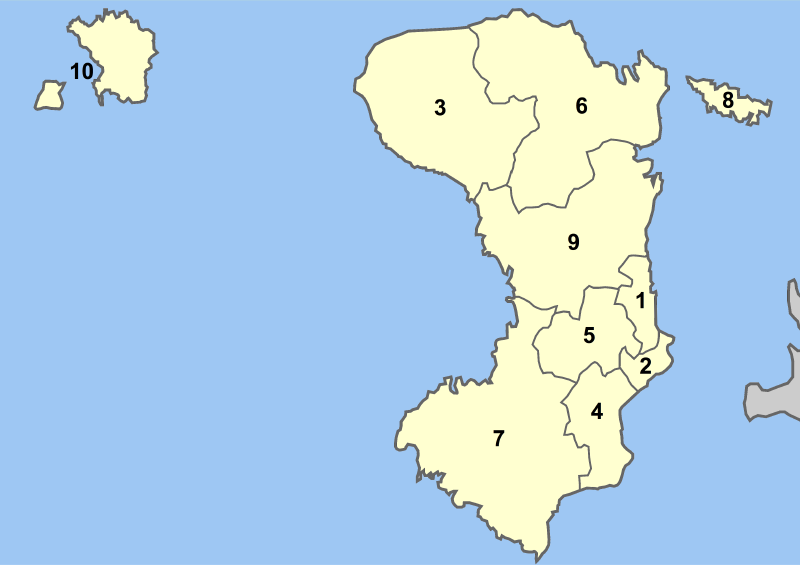
ヒオス県の旧自治体（2010年まで）

カリクラティス改革（2011年1月施行）以前の広域自治体（ノモス）としてのヒオス県（Νομός Θεσσαλονίκης）は、以下の基礎自治体（ディモス）から構成されていた。改革後、旧自治体は新自治体（ディモス）を構成する行政区（ディモティキ・エノティタ）となっている。
下表の番号は右図と対応している。「政庁所在地」欄で太字になっているものは、新自治体の政庁所在地となったものを示す。
|    | 旧自治体         | 綴り         | 政庁所在地        | 新自治体 |
| -- | ---------------- | ------------ | ----------------- | -------- |
| 1  | ヒオス           | Χίος         | ヒオス            | ヒオス   |
| 2  | アイオス・ミナス | Άγιος Μηνάς  | ティミアナ (el)   | ヒオス   |
| 3  | アマニ           | Αμανή        | ヴォリソス (el)   | ヒオス   |
| 4  | イオニア         | Ιωνία        | カリマシア (el)   | ヒオス   |
| 5  | カンポホラ       | Καμπόχωρα    | ハルキオ          | ヒオス   |
| 6  | カルダミラ       | Καρδάμυλα    | カルダミラ        | ヒオス   |
| 7  | マスティホホリア | Μαστιχοχώρια | ピルギ (el)       | ヒオス   |
| 8  | イヌセス         | Οινούσσες    | イヌセス          | イヌセス |
| 9  | オミルポリ       | Ομηρούπολη   | ヴロンタドス (el) | ヒオス   |
| 10 | プサラ           | Ψαρά         | プサラ            | プサラ   |

- Διοικητική διαίρεση νομού Χίου - ヒオス県の自治体・集落一覧

## 文化・観光
復活祭で行われる互いの教会に向けてロケット花火を打ち合うことが有名で、それ目当てで見に行く観光ツアーが盛んでもある。